# 작은흰이빨쥐
작은흰이빨쥐(Berylmys berdmorei)는 쥐과에 속하는 설치류의 일종이다. 중국과 인도차이나 지역에 분포한다.

## 특징
꼬리 길이 134~192mm를 제외한 몸길이가 175~255mm에 이르는 대형 설치류로 발 길이는 36~46mm, 귀 길이는 23~29mm이다. 몸무게는 최대 331g이다.

## 생태
야행성 동물로 낮 시간의 대부분을 터널과 굴 속에서 보낸다. 농경지에 피해를 주기도 하지만 사람이 사는 곳을 피한다.

## 분포 및 서식지
중국 윈난성과 태국, 라오스, 캄보디아, 베트남 남부와 꼰다오 제도 등에 널리 분포한다. 해발 1,400m 이내의 숲에서 서식한다. 습지 근처에서 관찰되기도 한다.